# 영고
영고(迎鼓)는 부여에서 행해진 제천의식이다.

## 개요
12월에 진행되었으며, 하늘에 제사를 지내고 많은 사람들이 모여 음식과 술을 먹으며 노래를 부었고 춤을 추었다고 한다. 이 기간에는 형벌과 옥사를 판결하고 죄수들을 풀어주기도 했다고 한다.